# روسولا مقيئة
روسولا مقيئة (الاسم العلمي: Russula emetica) هي نوع من الفطريات يتبع جنس الروسولا من الفصيلة الروسولية.